# Mimosa tanalarum
Mimosa tanalarum är en ärtväxtart som beskrevs av René Viguier. Mimosa tanalarum ingår i släktet mimosor, och familjen ärtväxter. Inga underarter finns listade i Catalogue of Life.